# Tilla Durieux
Pour les articles homonymes, voir Durieux.
Tilla Durieux, née Ottilie Godeffroy, le 18 août 1880 à Vienne et morte le 21 février 1971 à Berlin, est une actrice autrichienne de cinéma et de théâtre.

## Biographie
Tilla Durieux, de son vrai nom Ottilie Godeffroy, est née en 1880 en Autriche  et est la fille du chimiste autrichien Richard Godeffroy, d'origine huguenote de La Rochelle. Désireuse de faire une carrière théâtrale, Elle prend le nom de Durieux qui était le nom de jeune fille de sa grand-mère paternelle en réaction à sa famille, opposée à un tel projet.
Elle suit la formation de comédienne dans sa ville natale, puis à Olomouc (en Moravie). Enfin, elle obtint un premier contrat à Breslau. Puis, elle travaille avec les metteurs en scène Max Reinhardt et Erwin Piscator à Berlin. Elle devint une personnalité célèbre du cinéma muet et de la Belle Époque à Berlin. Elle tourne avec les réalisateurs Max Mack et Fritz Lang.
En 1904, elle épouse le peintre Eugene Spiro, membre du groupe d'artistes Berliner Secession.
En 1910, après son divorce, elle se remarie avec le marchand d'art et mécène Paul Cassirer, qui se suicide le 7 janvier 1926 lors de leur divorce. Elle se remarie en 1930 avec Ludwig Katzenellenbogen (de), un directeur de brasserie allemand,.
En 1914, de passage à Paris avec Paul Cassirer, elle pose pour Auguste Renoir.
En 1933, elle quitte l'Allemagne, avec son mari d'origine juive, pour échapper au régime nazi. Ils séjournent dans différents pays, dont l'Autriche, avant de s'installer à Zagreb en 1937. En 1941, les Nazis envahissent le royaume de Yougoslavie. Son mari est enlevé par des fascistes et Tilla Durieux s'engage dans la résistance yougoslave.
Elle reste en Yougoslavie jusqu'en 1952, où elle est devenue assistante dans un théâtre de marionnettes, avant de retourner à Berlin, y travaillant notamment pour Erwin Piscator ou Boleslaw Barlog, et tournant pour le cinéma et la télévision.
Elle meurt à Berlin en 1971, d'une septicémie post-opératoire après une opération pour une fracture de la hanche.

## Filmographie
- 1914 : Der Flug in die Sonne : Helga Steinert
- 1915 : Die Launen einer Weltdame : Maud
- 1920 : Die Verschleierte
- 1921 : Hashish, the Paradise of Hell
- 1921 : Der zeugende Tod
- 1922 : The Blood
- 1929 : La Femme sur la Lune
- 1953 : The Stronger Woman
- 1954 : Le Dernier Pont
- 1956 : Anastasia, la dernière fille du tsar
- 1957 : Von allen geliebt (de)
- 1957 : El Hakim
- 1958 : Résurrection
- 1959 : À bout de nerfs (Labyrinth)
- 1959 : Morgen wirst du um mich weinen (de)
- 1961 : Barbara
- 1964 : Condemned to Sin
- 1966 : Es

## Portraits

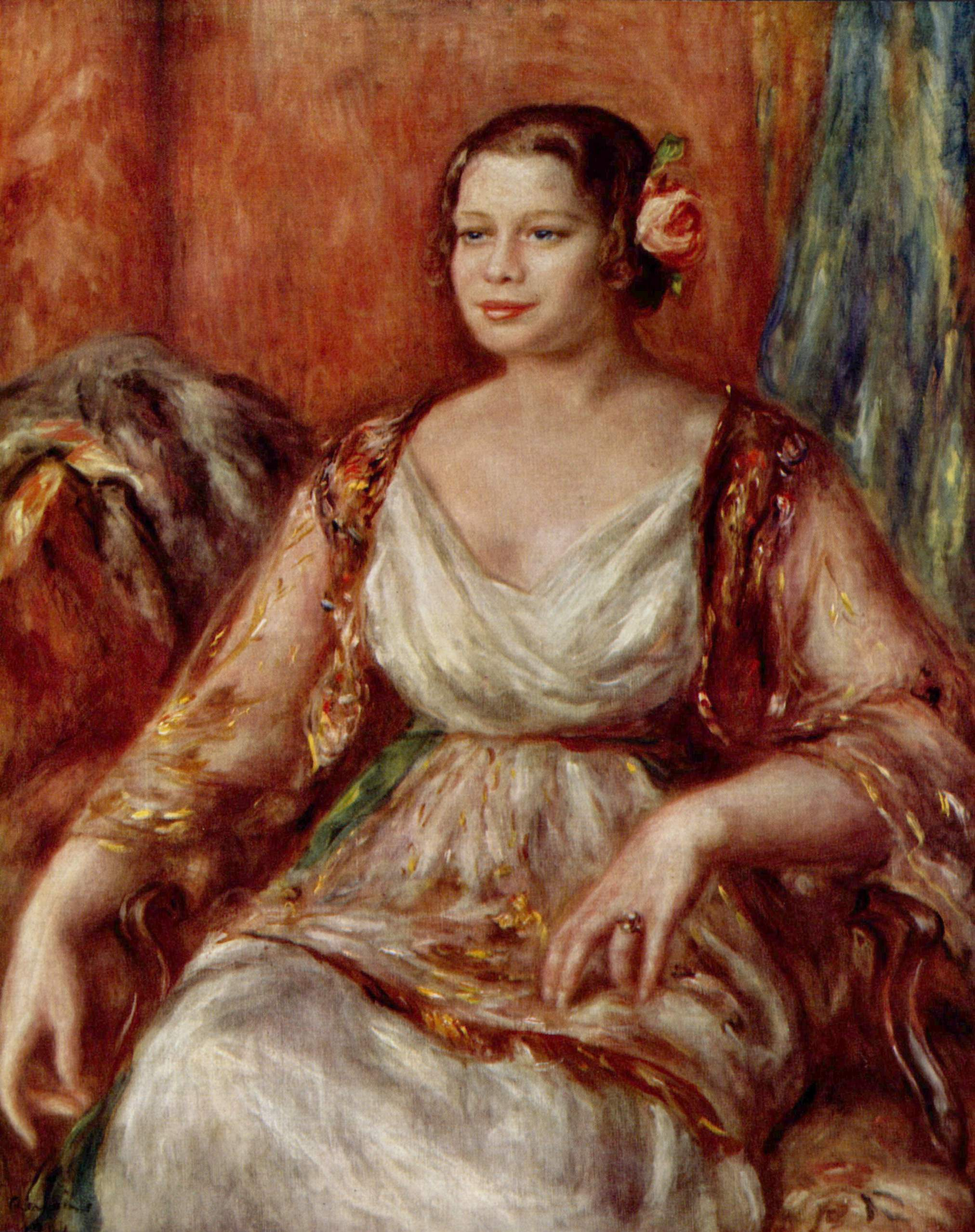
Tilla Durieux par Auguste Renoir
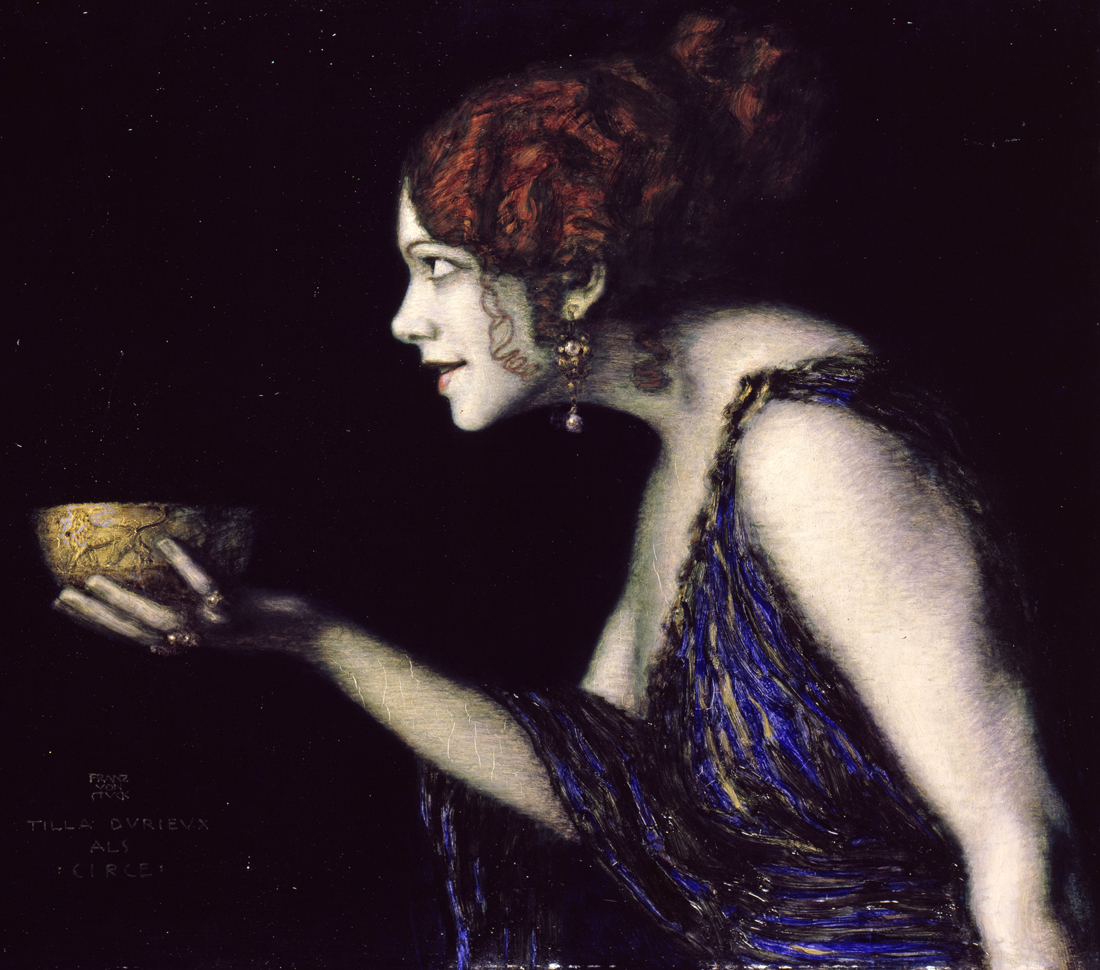
Tilla Durieux en Circé
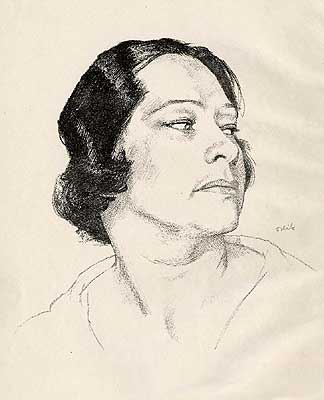
Portrait par Emil Orlik
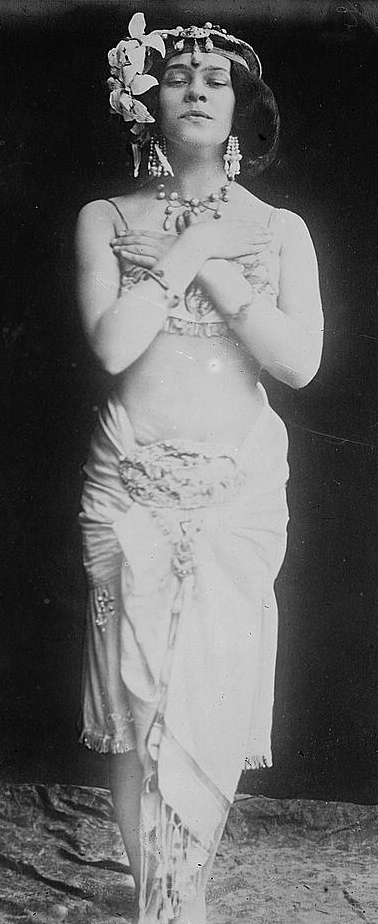
Tilla Durieux en Salomé